# Herb Żarek
Herb Żarek – jeden z symboli miasta Żarki i gminy Żarki w postaci herbu.

## Wygląd i symbolika
Herb przedstawia na białej tarczy miejski mur obronny z bramą pośrodku i zakończony gzymsem. Brama zamknięta jest opuszczoną do połowy kratą (broną). Nad murem umieszczone są trzy wieże zwieńczone trójkątnymi dachami i mające po jednym oknie prostokątnym. Środkowa wieża jest nieco szersza i wyższa od dwóch bocznych. Mur i wieże są barwy biało (srebrno)-czerwonej. Barwy ułożone są w formie szachownicy.

## Historia
Wizerunek herbowy znany jest od XIX wieku z rysunku w Albumie Heroldii Królestwa Polskiego.